# Етеменанки
Етеменанки (на шумерски: 𒂍𒋼𒀭𒆠, „Храм на основите на Небето и Земята“) е зикурат посветен на бог Мардук в древния град Вавилон в днешен Ирак.
Построен е в началото на VI век пр.н.е. от вавилонския цар Навуходоносор II, може би на мястото на по-ранно съоръжение със същата функция. През 323 година пр.н.е. Александър Велики го разрушава с намерението да го построи наново, тъй като по това време съоръжението е в лошо състояние, но това така и не се осъществява.
Етеменанки представлява седеметажна сграда и е сред най-големите конструкции във Вавилон. Някои хипотези го идентифицират като описаната в Библията Вавилонска кула.